# 英国标准时间
| 淺藍 | 欧洲西部时间／格林尼治標準時間（UTC）                       |
| 藍色 | 欧洲西部时间／格林尼治標準時間（UTC）                       |
| 藍色 | 欧洲西部夏令时间／英国夏令时／愛爾蘭標準時間（UTC+1）       |
| 紅色 | 欧洲中部时间（UTC+1）                                       |
| 紅色 | 欧洲中部夏令时间（UTC+2）                                   |
| 黃色 | 欧洲东部时间／加里宁格勒时间（UTC+2）                       |
| 金色 | 欧洲东部时间（UTC+2）                                       |
| 金色 | 欧洲东部夏令时间（UTC+3）                                   |
| 淺綠 | 歐洲极东時間／莫斯科时间／土耳其時間（UTC+3）               |
| 青綠 | 亞美尼亞時間／亞塞拜然時間／喬治亞時間／薩馬拉時間（UTC+4） |

大不列颠及北爱尔兰联合王国标准时间（英語：United Kingdom Standard Time）又称英国标准时间（British Standard Time），是大不列颠及北爱尔兰联合王国所采用的标准时间，與位于格林威治标准时间時區的国家及地区一致。

## 歷史
在铁路出现之前，英国使用的是当地时间。格林威治标准时间于1840年首先被大西部鐵路所采用。1847年，它被铁路票据交换所采用，并在次年被几乎所有铁路公司采用。1858年，英國當地的一个法律案例仍然将当地时间作为官方时间。1880年，整个大不列颠岛開始合法使用格林威治标准时间。马恩岛、泽西岛、根西岛分別自1883年、1898年、1913年起開始使用格林威治标准时间。爱尔兰于1916年起使用格林威治标准时间，之前用的是都柏林标准时间。

## 夏令时
英国夏令时（／）是英国国内的夏令时间制度，比格林威治时间（GMT）要早一个小时。英国夏令时在三月最后一个礼拜日的格林尼治标准时间01:00开始使用，10月最后一个礼拜日的格林尼治标准时间01:00（英国夏令时02:00）结束，使用的时间范围和欧洲中部夏令时间相同。英国夏令时于1916年夏时制法案成立之后开始使用，当时夏时制的开始时间是5月21日，结束时间是10月1日。

## 海外領土時間
| 標準時間                     | 夏令時 （DST）               | 地區                                                       |
| ---------------------------- | ---------------------------- | ---------------------------------------------------------- |
| UTC−08:00                    | UTC−08:00                    | 皮特凱恩群島                                               |
| UTC−05:00                    | UTC−05:00                    | 開曼群島                                                   |
| UTC−04:00（AST）             | UTC−03:00                    | 百慕大                                                     |
| UTC−04:00（AST、從無夏令時） | UTC−04:00（AST、從無夏令時） | 安圭拉、英屬維京群島、蒙哲臘、土克斯及開科斯群島           |
| UTC−03:00（FKST）            | UTC−03:00（FKST）            | 福克蘭群島                                                 |
| UTC−02:00                    | UTC−02:00                    | 南喬治亞島和南桑威奇群島                                   |
| UTC（GMT）                   | UTC+01:00                    | 英國（英格蘭和威爾斯／蘇格蘭／北愛爾蘭）、根西、曼島、澤西 |
| UTC（GMT、從無夏令時）       | UTC（GMT、從無夏令時）       | 聖海倫娜、阿森松和崔斯坦達庫尼亞                           |
| UTC+01:00（CET）             | UTC+02:00                    | 直布羅陀                                                   |
| UTC+02:00（EET）             | UTC+03:00                    | 阿克羅蒂里和德凱利亞                                       |
| UTC+06:00                    | UTC+06:00                    | 英屬印度洋領地                                             |